# Elecciones presidenciales de Ecuador de 1937
Elección indirecta realizada por la 14º Asamblea Constituyente del Ecuador para elegir al Presidente Interino del Ecuador para el período constituyente.

## Antecedentes
El Jefe Supremo Federico Páez Chiriboga convocó a una nueva asamblea constituyente en Quito, para restaurar el orden jurídico y constitucional en el país y legitimar su mandato a través de esta, con la intención de ser electo Presidente Constitucional del Ecuador al finalizar la asamblea.
La convocatoria de Federico Páez Chiriboga era rechazada por la ciudadanía y los militares, por lo que al convocar a las elecciones de los asambleístas constituyentes, la gran mayoría del país se abstuvo en participar, únicamente el Partido Liberal Radical Ecuatoriano presentó candidatos, por lo que la asamblea fue compuesta casi en su totalidad por liberales, funcionarios públicos y colaboradores de la dictadura, siendo dominada por Páez, resultando designado Presidente Constitucional Interino.

## Candidatos y Resultados
| Partido         | Presidente              | Cargos Previos                            | Votos |
| --------------- | ----------------------- | ----------------------------------------- | ----- |
| Independiente   | Federico Páez Chiriboga | Encargado del Mando Supremo (1935 - 1937) | 50    |
| Votos en Contra | Votos en Contra         | Votos en Contra                           | 1     |
| Abstenciones    | Abstenciones            | Abstenciones                              | 0     |

Fuente:

## Eventos producidos por la elección
Federico Páez Chiriboga, quién había ejercido hasta su elección interina el poder político de forma dictatorial, gobernó como presidente interino bajo la norma de la ley y la Constitución de 1906, pero la asamblea constituyente le otorgó poderes extraordinarios, provocando su derrocamiento por su Ministro de Defensa, Alberto Enríquez Gallo.